# Синдром Коуниса
Синдром Коуниса (аллергический острый коронарный синдром) — это группа симптомов, проявляющихся в виде нестабильной вазоспастической/невазоспастической стенокардии или острого инфаркта миокарда, вызванных высвобождением медиаторов воспаления вследствие аллергической реакции. Часто синдром Коуниса связан с приемом антибиотиков, а частности - амоксициллина/клавуланата .

## Определение
Синдром Коуниса определяется как «одновременное появление острого коронарного синдрома и состояния, сопровождающегося активацией тучных клеток, вовлекающее деятельность клеток, обеспечивающих воспалительную реакцию, включая аллергические, анафилактические и анафилактоидные реакции.» «Он вызывается медиаторами воспаления, такими как гистамин, нейтральные протеазы, продукты метаболизма арахидоновой кислоты, фактор активации тромбоцитов и ряд цитокинов и хемокинов, высвобождаемыми в процессе активации клеток». Концентрация медиаторов воспаления в крови и моче увеличивается как при аллергических реакциях, так и при остром коронарном синдроме. Высвобождение медиаторов в ходе аллергической реакции является причиной спазма коронарной артерии и/или повреждением в месте локализации атеросклеротической бляшки. Медиаторы воспаления в основном вырабатываются тучными клетками, которые инфильтрируют ткани коронарных артерий.

## Классификация
Тип 1: пациенты с нормальными коронарными артериями без предрасполагающих к заболеваниям коронарных артерий факторов, у которых острое высвобождение воспалительных медиаторов вызывает спазм коронарной артерии без увеличения концентрации сердечных ферментов или тропонинов; либо вызывает спазм коронарной артерии с развитием инфаркта миокарда с увеличением концентрации сердечных ферментов и тропонинов.
Тип 2: пациенты с предшествующим атеросклеротическим процессом без клинических проявлений, у которых острое высвобождение воспалительных медиаторов вызывает спазм коронарной артерии без увеличения концентрации сердечных ферментов или тропонинов; либо вызывает эрозию или нарушение целостности бляшки, проявляющиеся в виде острого инфаркта миокарда
Тип 3: пациенты с коронарным тромбозом с включением эозинофилов и тучных клеток в ткань тромба. К данном типу также относятся пациенты с установленным стентом, после внезапной смерти которых выявляется инфильтрация эозинофилами и тучными клетками тканей, прилегающих к стенту.

## Лечение
- Тип1: Лечение направлено на подавление аллергической реакции.
- Тип 2:

Лечение по протоколу ведения ОКС с включением ГКС и антигистаминных препаратов
При необходимости — нитроглицерин и блокаторы кальциевых каналов
- Тип 3:

Стабилизаторы тучных клеток, ГКС и антигистамины
Удаление тромба с последующим гистологическим исследованием материала
При аллергической реакции на стент необходимы мероприятия по десенсибилизации
Следует иметь в виду:
- Адреналин, который необходим при анафилаксии, может ухудшить сосудистый спазм при синдроме Коуниса. Рекомендуется применение водных растворов препаратов адреналина без содержания сульфитов в дозе 0,2-0,5 мг (1:1000) внутримышечно.
- В случае применения бета-блокаторов, адреналин может оказаться неэффективным. Следует рассмотреть возможность применения глюкагона.
- Следует избегать применения опиоидных анальгетиков — морфина, кодеина, меперидина, способных вызвать дегрануляцию тучных клеток.
- Фентанил и его производные менее активно вызывают дегрануляцию тучных клеток и могут применяться вместо опиоидных анальгетиков.

## История
Синдром получил название по работам группы ученых из США и Греции благодаря усилиям Николаса Коуниса, греческого кардиолога, впервые описавшего состояние «аллергической стенокардии» в 1991 году и в дальнейшем посвятившего данной патологии ряд публикаций.
Предположение о возможности инфаркта аллергической природы было сделано ещё в середине 20 века. В 1995 году было обнаружено 200-кратное увеличение дегрануляции тучных клеток в местах разрыва бляшек по сравнению с непораженными зонами при аутопсии пациентов, погибших от последствий ОИМ. Было сделано предположение о том, что даже обычная аллергическая реакция может вызвать разрыв бляшки, что подтверждено гистологическими наблюдениями. В 1998 году было предложено выделить аллергическую стенокардию в виде самостоятельного заболевания.
Описаны случаи возникновения заболевания на фоне приема антибиотиков.
В настоящее время синдром Коуниса остается недооцененным клиническим феноменом среди специалистов здравоохранения, что зачастую препятствует своевременной постановке диагноза и адекватному лечению.